# تزومالیا
تزومالیا (به ایتالیایی: Zumaglia) یک کومونه در ایتالیا است که در استان بیه‌لا واقع شده‌است. تزومالیا ۲٫۶ کیلومتر مربع مساحت و ۱٬۱۱۴ نفر جمعیت دارد.